# أرتانا
بلدية أرتانا (بالإسبانية: Artana)‏، هي إحدى بلديات مقاطعة كاستيلون التي تقع في منطقة بلنسية، في شرق إسبانيا.
يبلغ عدد سكانها 1.857 نسمة وفقاً لإحصائية سنة (2006).

## أعلام
- برونو سوريانو